# Malcolm Rathmell
Malcolm Rathmell (Otley (West Yorkshire), 18 juni 1949) is een voormalig Engels internationaal trialrijder. Hij won de Scottish Six Days Trial in 1973 en 1979 en won de FIM Europese titel in 1974 (deze competitie zou een jaar later het FIM Wereldkampioenschap trial worden. Daarnaast is Rathmell zesvoudig winnaar van het Britse nationale kampioenschap tussen 1971 en 1981, en zesvoudig winnaar van de Scott-trial tussen 1971 en 1980.

## Biografie
Rathmell nam op Bultaco voor het eerst deel aan de wedstrijden voor het Europees kampioenschap in 1971, en eindigde als tweede achter zijn landgenoot Mick Andrews, Dat jaar won hij tevens de  Scott Trial voor de eerste keer. Ook in 1972 werd hij tweede achter Andrews, ondanks zijn vele podiumplaatsen, en een jaar later werd hij derde achter Martin Lampkin en Mick Andrews.
In 1974 overwoog hij voor Ossa te gaan rijden, maar Bultaco dreigde met juridische stappen wegens contractbreuk. Zijn verbintenis met Bultaco wierp in 1974 zijn vruchten af toen hij Europees kampioen (de facto wereldkampioen) werd. Toch stapte hij over naar Montesa in 1975, het eerste seizoen van het officiële FIM Wereldkampioenschap. Hij won in België, Polen en de Verenigde Staten en eindigde als derde in de eindklassering  achter Martin Lampkin en de Fin Yrjö Vesterinen. In zijn jacht naar een wereldkampioenschap op Montesa eindigde hij in 1976 als tweede achter Vesterinen en als derde in 1977 achter opnieuw Vesterinen en zijn ploeggenoot de Zweed Ulf Karlsson. In 1978 reed hij voor Suzuki, maar kwam niet verder dan een zestiende plaats, waarna hij tot 1982 opnieuw voor Montesa uitkwam.
Zijn bedrijf Malcolm Rathmell Sports Limited werd in 1991 opgericht in het Verenigd Koninkrijk als importeur van Aprilia en met dat bedrijf is hij momenteel exclusief distributeur voor Sherco motorfietsen.

## Europees kampioenschap
| Jaar | Team              | 1     | 2     | 3     | 4     | 5     | 6      | 7     | 8      | 9      | 10    | 11    | 12    | 13    |  | Punten | Klassering |
| ---- | ----------------- | ----- | ----- | ----- | ----- | ----- | ------ | ----- | ------ | ------ | ----- | ----- | ----- | ----- |  | ------ | ---------- |
| 1970 | Greeves / Bultaco | GER - | FRA - | GBR 2 | BEL - | IRL 2 | SPA 6  | FIN - | SWE -  | POL -  |       |       |       |       |  | 29     | 5th        |
| 1971 | Bultaco           | GER - | GBR 4 | BEL 2 | IRL 2 | FRA 3 | SPA 3  | SUI - | FIN 1  | SWE 6  |       |       |       |       |  | 59     | 2nd        |
| 1972 | Bultaco           | BEL 2 | IRL 2 | FRA 1 | SPA 5 | GBR - | GER 2  | ITA 3 | FIN 2  | SWE 3  | SUI - |       |       |       |  | 73     | 2nd        |
| 1973 | Bultaco           | IRL 6 | BEL 1 | SPA 6 | FRA 8 | POL 2 | ITA 10 | FIN 1 | SWE 10 | SUI 10 | GER 5 |       |       |       |  | 58     | 3rd        |
| 1974 | Bultaco           | USA 2 | IRL 7 | BEL 2 | SPA 2 | GBR 1 | FRA 10 | ITA 1 | POL 2  | GER 2  | FIN 2 | SWE 3 | CZE 7 | SUI 1 |  | 93     | 1st        |

## Wereldkampioenschap
| Jaar | Team    | 1      | 2      | 3     | 4     | 5     | 6     | 7     | 8     | 9     | 10    | 11    | 12    | 13    | 14    |  | Punten | Klassering |
| ---- | ------- | ------ | ------ | ----- | ----- | ----- | ----- | ----- | ----- | ----- | ----- | ----- | ----- | ----- | ----- |  | ------ | ---------- |
| 1975 | Montesa | IRL 8  | BEL 1  | SPA 3 | GBR 2 | FRA 2 | POL 1 | ITA 3 | CAN 4 | USA 1 | FIN 5 | SWE 8 | SUI 3 | GER 6 | CZE 3 |  | 99     | 3rd        |
| 1976 | Montesa | IRL 5  | BEL 1  | SPA 4 | GBR 1 | FRA 1 | GER - | ITA 4 | USA 3 | SWE 6 | FIN 2 | SUI 5 | CZE 2 |       |       |  | 87     | 2nd        |
| 1977 | Montesa | IRL 1  | GBR 1  | BEL 1 | SPA 7 | FRA - | GER 4 | USA 9 | CAN 2 | SWE 2 | FIN 8 | CZE 5 | SUI 2 |       |       |  | 100    | 3rd        |
| 1978 | Suzuki  | IRL 10 | GBR 10 | BEL 8 | FRA 9 | SPA - | GER - | USA 7 | ITA - | AUT - | SWE - | FIN - | CZE - |       |       |  | 11     | 14th       |
| 1979 | Montesa | IRL 4  | GBR 1  | BEL 3 | NED 7 | SPA - | FRA 7 | CAN 1 | USA 4 | ITA 8 | SWE 9 | FIN 4 | CZE - |       |       |  | 77     | 5th        |
| 1980 | Montesa | IRL 6  | GBR 3  | BEL 8 | SPA 7 | AUT 5 | FRA - | SUI 5 | GER 5 | ITA - | FIN - | SWE - | CZE - |       |       |  | 40     | 8th        |
| 1981 | Montesa | SPA -  | BEL 6  | IRL 4 | GBR 3 | FRA - | ITA 9 | AUT 8 | USA - | FIN - | SWE - | CZE - | GER - |       |       |  | 28     | 11th       |
| 1982 | Montesa | SPA -  | BEL -  | GBR 9 | ITA - | FRA - | GER - | AUT - | CAN - | USA - | FIN - | SWE - | POL - |       |       |  | 2      | 23rd       |

## Palmares
- Brits trialkampioen 1979
- Europees kampioen 1974